# Мірослав Соукуп
Мірослав Соукуп (чеськ. Miroslav Soukup, нар. 13 листопада 1965, Пракатіче) — чеський футболіст, що грав на позиції півзахисника. По завершенні ігрової кар'єри — тренер. З 2016 року очолює тренерський штаб збірної Бахрейну.

## Ігрова кар'єра
Народився 13 листопада 1965 року в місті Прахатіце. Вихованець футбольної школи клубу «Татран» (Прахатіце). Виступав на нижчому рівні у Чехословаччині, а потім в Німеччині, де Соукуп був граючим тренером.

## Кар'єра тренера
Самостійну тренерську кар'єру Соукуп почав в 2001 році, коли очолив рідний «Татран» (Прахатіце). Надалі він багато років працював з молодими чеськими футболістами. Наставник працював головним тренером юнацьких та молодіжних збірних Чехії. У 2006 році Соукуп привів збірну Чехія до 19 років до бронзових медалей на юніорському Чемпіонаті Європи у Польщі.
У 2007—2008 роках був головним тренером молодіжної збірної Чехії. У 2007 році він сенсаційно довів збірну до фіналу молодіжного чемпіонату світу у Канаді. У ньому чехи, ведучи в рахунку, поступилися аргентинцям (1:2).
2008 року прийняв пропозицію попрацювати з молодіжною збірною Єгипту, з якою він дійшов до 1/8 фіналу на домашньому молодіжному чемпіонаті світу.
У 2010 рік Соукуп повернувся до клубної роботи. Протягом 4 років він працював з чеськими командами «Словацко» та «Динамо» (Ч. Будейовиці), а також входив до тренерського штабу клубу «Брно».
На початку 2014 року Соупуп привозив юнацьку збірну Чехії на Меморіал Гранаткіна у Санкт-Петербурзі, зайнявши 9-те місце.
У травні цього ж чех був призначений на пост головного тренера збірної Ємену. На цій посаді він змінив сербського фахівця Владимира Петровича і повіз збірну на Кубок націй Перської затоки, де його команда не вийшла з групи.
З 2016 року очолює тренерський штаб збірної Бахрейну, яку вивів на Кубок Азії 2019 року в ОАЕ.